# Angolaea
Angolaea là một chi thực vật có hoa trong họ Podostemaceae.

## Loài
Chi Angolaea gồm các loài: